# Wladimir Wiktorowitsch Aksjonow
Wladimir Wiktorowitsch Aksjonow (russisch Владимир Викторович Аксёнов; * 1. Februar 1935 in Giblizy bei Kassimow, Oblast Rjasan, Russische SFSR, Sowjetunion; † 9. April 2024 in Moskau) war ein sowjetischer Kosmonaut.

## Leben

### Herkunft und Ausbildung
Der Pilot der sowjetischen Luftstreitkräfte studierte Ingenieurwesen an mehreren Hochschulen. So absolvierte Aksjonow neben einer Ingenieurhochschule die Luftwaffenhochschule sowie das Polytechnische Institut. Schließlich erlangte er als Kandidat der technischen Wissenschaften am All-Unions-Institut für Polytechnik 1981 den akademischen Grad eines Diplomingenieurs. Am 27. März 1973 wurde Aksjonow als Kandidat des Zentralen Konstruktionsbüros des Maschinenbaus (Branche Fili) als Kosmonaut in das Kosmonautenkorps aufgenommen.

### Raumflüge
Er nahm 1976 als Bordingenieur am Flug von Sojus 22 teil. Hierbei sollte vor allem die Multispektralkamera MKF 6 erprobt und damit das Gebiet der DDR fotografisch erfasst werden.
1980 flog er ebenfalls als Bordingenieur der sechsten Gastmannschaft zur Raumstation Saljut 6. Als Zubringerraumschiff diente Sojus T-2, bei der die Sojus-T zum ersten Mal bemannt erprobt wurde.

### Nach den Raumflügen
Nach seinem Ausscheiden aus dem Kosmonautenkader wurde Wladimir Aksjonow Direktor eines Institutes zur Erforschung von Bodenschätzen.
Aksjonow war verheiratet und hatte zwei Kinder. Er wurde am 28. September 1976 und am 16. Juni 1980 als Held der Sowjetunion ausgezeichnet. Für seinen Beitrag beim Einsatz der Multispektral-Kamera MKF-6 zur Anfertigung von Aufnahmen des  gesamten DDR-Territoriums während des Fluges von Sojus 22 wurde ihm am 13. Oktober 1976 der Karl-Marx-Orden verliehen.